# Maximum Security
Maximum Security, född 14 maj 2016 är ett engelskt fullblod som tävlade mellan 2018 och 2020. Han tränades av Jason Servis (2018–mars 2020) och därefter av Bob Baffert.

## Karriär
Maximum Security sprang in 12,4 miljoner dollar under sin karriär, och tog 10 segrar på 14 starter. Som treåring segrade han i Florida Derby, Haskell Invitational, Bold Ruler Handicap och Cigar Mile. Han var även först över mållinjen i 2019 års upplaga av Kentucky Derby, men diskvalificerades för trängning.
Som fyraåring vann han den första upplagan av Saudi Cup i januari 2020. Den 9 mars 2020 åtalades hans tränare Jason Servis misstänkt för doping, då FBI gjort tillslag mot flera toppnamn inom den amerikanska trav- och galoppsporten, och dopinghärvan inom nordamerikansk trav- och galoppsport uppmärksammades.
Maximum Security sattes istället i träning hos Bob Baffert, och startade första gången i Bafferts regi den 25 juli, då han segrade i San Diego Handicap, följt av en seger i Pacific Classic. Maximum Security gjorde två starter till för Baffert, men tog ingen mer seger.